# 朴席镇
朴席镇是中华人民共和国江苏省扬州市仪征市下辖的一个镇。
2008年6月3日，扬州市人民政府发文通知，将仪征市樸席镇划归扬州经济技术开发区代管。

## 行政区划
朴席镇下辖以下村级行政区划单位：
朴树湾社区、李桥村、隆觉村、塔影村、梁湾村、朴席村、双桥村、三联村、曹桥村和土沟村。